# Ytterby IS
Ytterby IS ist ein schwedischer Fußballverein aus Kungälv.

## Geschichte
Ytterby IS gründete sich 1947. Die Fußballmannschaft spielte lange Zeit unterklassig, in den 1980er Jahren gelangen erstmals kurzzeitige Aufenthalte in der Viertklassigkeit. Nach dem erneuten Aufstieg in die vierte Liga zur Spielzeit 1993 etablierte sie sich schnell im vorderen Ligabereich. Am Ende des Jahrzehnts spielte sie regelmäßig um den Aufstieg in die dritte Liga. Scheiterte der Klub 1998 noch als Vizemeister hinter Skärhamns IK in der Aufstiegsrunde an Ljungby IF, zog er am Ende der folgenden Spielzeit als Staffelsieger der Division 3 Nordvästra Götaland mit nur einer Saisonniederlage in die dritte Liga.
Als Neuling belegte Ytterby IS in der ersten Spielzeit in der dritten Liga mit fünf Punkten Rückstand auf einen Aufstiegsplatz hinter Torslanda IK, Qviding FIF und dem Lokalrivalen IK Kongahälla den vierten Platz. In der Spielzeit 2001 lieferte sich der Verein mit Ljungskile SK einen Zweikampf um den Aufstieg zur Superettan. Bei besserem Torverhältnis fehlte als Tabellenzweiter ein Punkt zum Erreichen der Aufstiegsspiele zur Zweitklassigkeit. Im Anschluss konnte die Mannschaft nicht an den Erfolg anknüpfen und rutschte in den Abstiegskampf. Gelang 2003 in der Relegation gegen Lärje/Angereds IF der Klassenerhalt, musste sie am Ende der folgenden Spielzeit nach fünf Jahren auf dem dritten Spielniveau in die Viertklassigkeit absteigen.
Als Absteiger wurde Ytterby IS Opfer einer Ligareform und nach einem fünften Tabellenplatz in die Fünftklassigkeit durchgereicht. Nach drei Jahren gelang als Staffelsieger der Wiederaufstieg in die vierte Liga, dem mit 18 Siegen in 22 Saisonspielen als Meister der Division 2 Västra Götaland der direkte Durchmarsch in die dritte Liga folgte. In der Division 1 war die Mannschaft in der Spielzeit 2010 chancenlos und stieg als Tabellenschlusslicht gemeinsam mit Västra Frölunda IF und Torslanda IK in die vierte Liga ab, wo sie alsbald auch gegen den Abstieg spielte. 2013 rettete sie sich erst in der Abstiegsrunde vor Stenungsunds IF und Lerums IS, zwei Jahre später wurde punktgleich mit Högaborgs BK und Jonsereds IF aufgrund der schlechteren Tordifferenz ein direkter Abstiegsplatz belegt. In den folgenden Jahren rutschte der Klub bis in die Siebtklassigkeit ab, wo am Ende der Spielzeit 2019 der Wiederaufstieg gelang und nach dem direkten Durchmarsch in die fünftklassige Division 3 Mellersta Götaland dort als Tabellendritter hinter Tölö IF und Landvetter IS die Rückkehr aus vierte Spielniveau nur knapp verpasst. Später stieg der Klub wieder in die sechste Liga ab.